# 卡内洛内斯省
卡内洛内斯省（Departamento de Canelones）為南美國家烏拉圭十九省之一省，位於烏拉圭最南部的國境，該省首府為卡内洛内斯，南部緊接蒙得維的亞省。